# Bourreria nashii
Bourreria nashii är en strävbladig växtart som beskrevs av Nathaniel Lord Britton. Bourreria nashii ingår i släktet Bourreria och familjen strävbladiga växter. Inga underarter finns listade i Catalogue of Life.